# كاتالاو
كاتالاو (بالبرتغالية: Catalão‏) هي بلدية تقع في البرازيل في غوياس.[بحاجة لمصدر] يقدر عدد سكانها بـ 86,597 نسمة ومساحتها 3.778 كم2 وترتفع عن سطح البحر 835 متر.